# Aleksej Tjalyj
Aleksej Michajlovitj Tjalyj (född: Алексей Михайлович Чалый), född 13 juni, 1961, Sevastopol, Ukrainska SSR, Sovjetunionen, är en krimsk/rysk politiker som var borgmästare i Sevastopol 24 februari–14 april 2014. Tjalyj är rysk medborgare.

### Noter

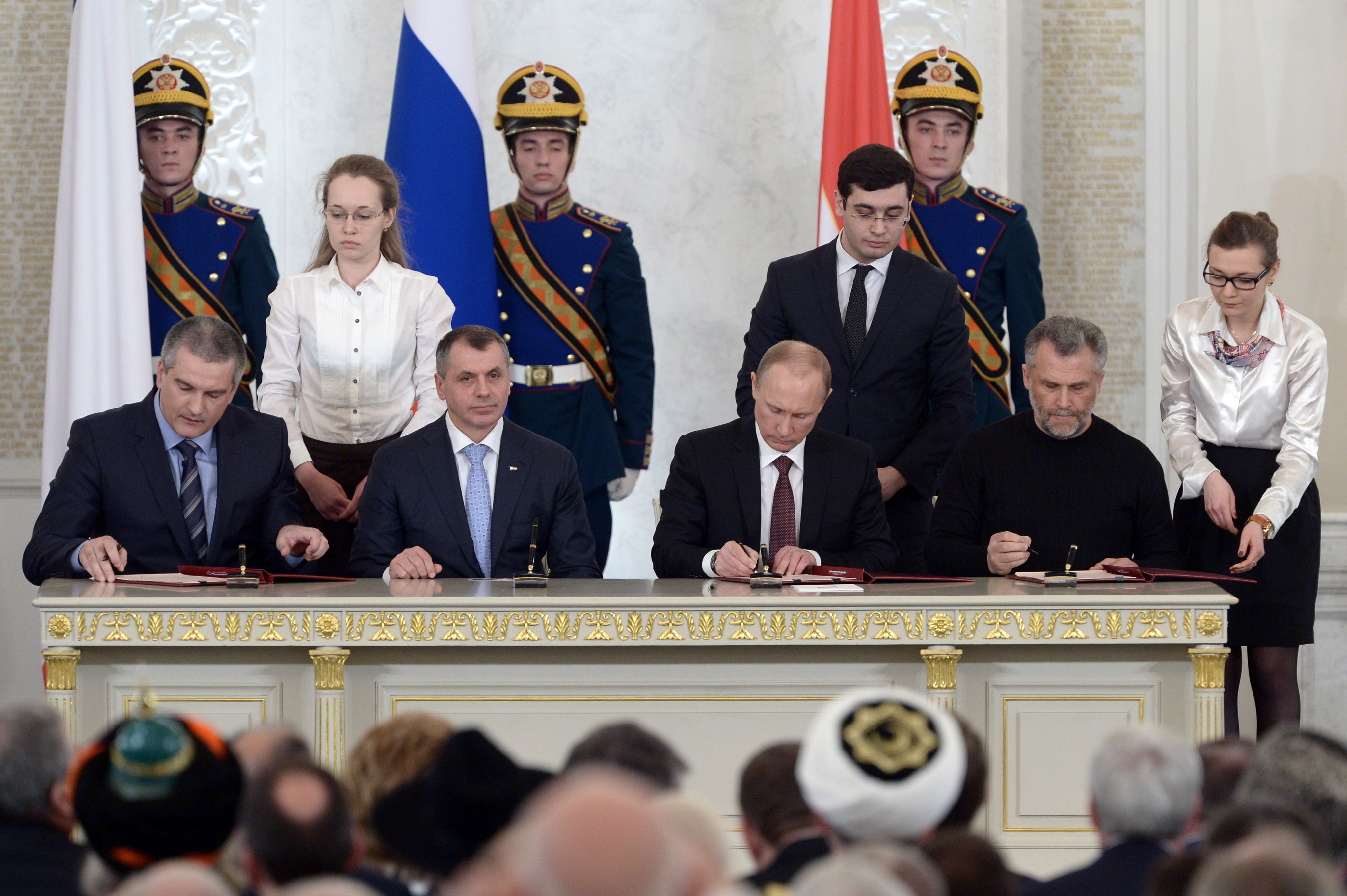
18 mars 2014, Vladimir Putin, Vladimir Konstantinov, Sergej Aksionov och Aleksej Tjalyj undertecknade avtalet med Ryssland om Republiken Krims upptagning i Ryssland.